# Рабаса, Эмилио Оскар
Эмилио Оскар Рабаса Мишкин (исп. Emilio Óscar Rabasa Mishkin; 23 января 1925, Мехико, Мексика — 14 июня 2008, Мехико, Мексика) — мексиканский политический деятель, министр иностранных дел Мексики в 1970—1975.

## Биография
Родился в Мехико в семье известного мексиканского дипломата, приходился внуком писателю и специалисту по конституционному праву, бывшему губернатору штата Чьяпас и сенатору Эмилио Рабасе Эстебанелю (1856—1930). Учился на юридическом факультете Мексиканского национального автономного университета, где получил степень доктора права, а затем основал факультет политических и социальных наук.
В 1970—1971 гг. — посол в США.
С 1 декабря 1970 по 28 декабря 1975 гг. — министр иностранных дел Мексики при президенте Луисе Эчеверриа. В этот период удвоилось число стран, с которыми у Мексики установлены дипломатические отношения (с 67 до 129), особенно среди новых независимых стран и участников Движения неприсоединения. В это время страна отказалась поддержать предложенные США и ОАГ санкции против Кубы. В Мексику были допущены политические беженцы из Чили после военного переворота 1973 года. Рабаса сыграл существенную роль в создании 200-мильной экономической зоны Мексики на море и Дипломатического института им. Матиаса Ромеро. В эти же годы было подписано первое соглашение о сотрудничестве Мексики с Европейским экономическим сообществом.
В конце 1975 г. ушел в отставку из-за разногласий с президентом Мексики Луисом Эчеверриа, в первую очередь из-за голосования Мексики за резолюцию Генеральной Ассамблеи ООН 3379, приравнивающей сионизм к форме расизма и расовой дискриминации. Рабасу сменил Альфонсо Гарсия Роблес.
Выйдя в отставку, написал несколько книг о конституционной и политической системе Мексики. Позже работал в Постоянной палате третейского суда в Гааге и в межамериканском юридическом комитете Организации американских государств (ОАГ).